# Acremonium thermophilum
Acremonium thermophilum är en svampart som beskrevs av W. Gams & J. Lacey 1972. Acremonium thermophilum ingår i släktet Acremonium, ordningen köttkärnsvampar, klassen Sordariomycetes, divisionen sporsäcksvampar och riket svampar.   Inga underarter finns listade i Catalogue of Life.